# Maritta Politz
Maritta Politz (* 18. Mai 1950 in Mosigkau), verheiratete Maritta Cierpinski, ist eine ehemalige deutsche Mittelstreckenläuferin, die sich auf die 800-Meter-Distanz spezialisiert hatte und für die DDR startete.
1972 schied sie bei den Olympischen Spielen in München im Vorlauf aus. Bei den Leichtathletik-Halleneuropameisterschaften 1973 in Rotterdam wurde sie Fünfte.
1972 wurde sie DDR-Vizemeisterin. In der Halle wurde sie 1972 DDR-Meisterin und 1973 Vizemeisterin.
Maritta Politz startete für den SC Chemie Halle. 1973 heiratete sie den späteren Marathon-Olympiasieger Waldemar Cierpinski. Ihr gemeinsamer Sohn Falk Cierpinski ist ebenfalls als Marathonläufer aktiv.

## Persönliche Bestzeiten
- 400 m: 53,7 s, 5. September 1973, Budapest
- 800 m: 1:59,9 min, 8. Juli 1973, Sofia